# Регент, Татьяна Михайловна
Татья́на Миха́йловна Ре́гент (род. 21 августа 1950) — директор Федеральной миграционной службы в 1992—1999 годах.

## Биография
В 1974 году окончила географический факультет МГУ, кафедру экономической и социальной географии России. Кандидат географических наук, доцент. В 1974—1985 годах работала в ЦНИИЭПграждансельстрой. В 1986—1990 годах — доцент Московского областного педагогического института им. Н. К. Крупской. В 1990—1991 годах — заведующая лабораторией Института проблем занятости РАН.
В январе—июне 1992 года — первый заместитель председателя Комитета по делам миграции населения при Министерстве труда и занятости населения Российской Федерации. С июня 1994 года — член Комиссии по вопросам гражданства при Президенте Российской Федерации.
С 1992 года по 1999 год — руководитель Федеральной миграционной службы.
Доктор экономических наук, профессор. Декан экономического факультета Российского нового университета.